# Goktoerisme
Goktoerisme is een vorm van toerisme. Bij goktoerisme gaat de toerist op vakantie om te gokken. Een bekend voorbeeld is de enorme toestroom van mensen naar de casino's van Las Vegas. Ook naar Palm Springs, Atlantic City, Macau en Monte Carlo gaan jaarlijks vele mensen heen om te gokken.
De reden achter goktoerisme is vaak gelegen in de strenge wetten die veel staten kennen tegen gokken. Zelfs daar waar gokken is toegestaan is het vaak zwaar aan banden gelegd. Men mag er bijvoorbeeld maar tot een bepaald bedrag inzetten, de casino's gaan zeer vroeg dicht, of er is slechts een beperkt aantal casino's (bijvoorbeeld Holland Casino in Nederland).
De weinige plaatsen waar wel vrij gegokt mag worden, lokken dan ook gokkers aan van over de hele wereld, maar met name vanuit het achterland. Dit geldt des te meer in respectievelijk Nevada en Macau, die gelegen zijn in grote landen waar over het algemeen gokken verboden is dan wel sterk ontmoedigd wordt, respectievelijk (de Verenigde Staten en de Volksrepubliek China).
Om een idee te geven van de omvang van het goktoerisme helpen de volgende cijfers. Macau heeft circa 500.000 inwoners en ontvangt jaarlijks meer dan 25 miljoen toeristen.

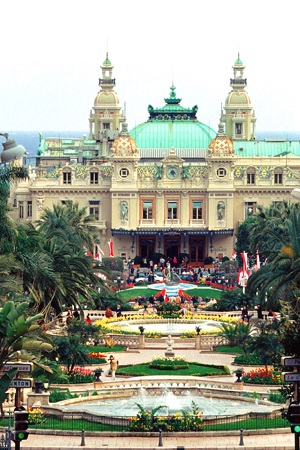
Casino in Monte Carlo

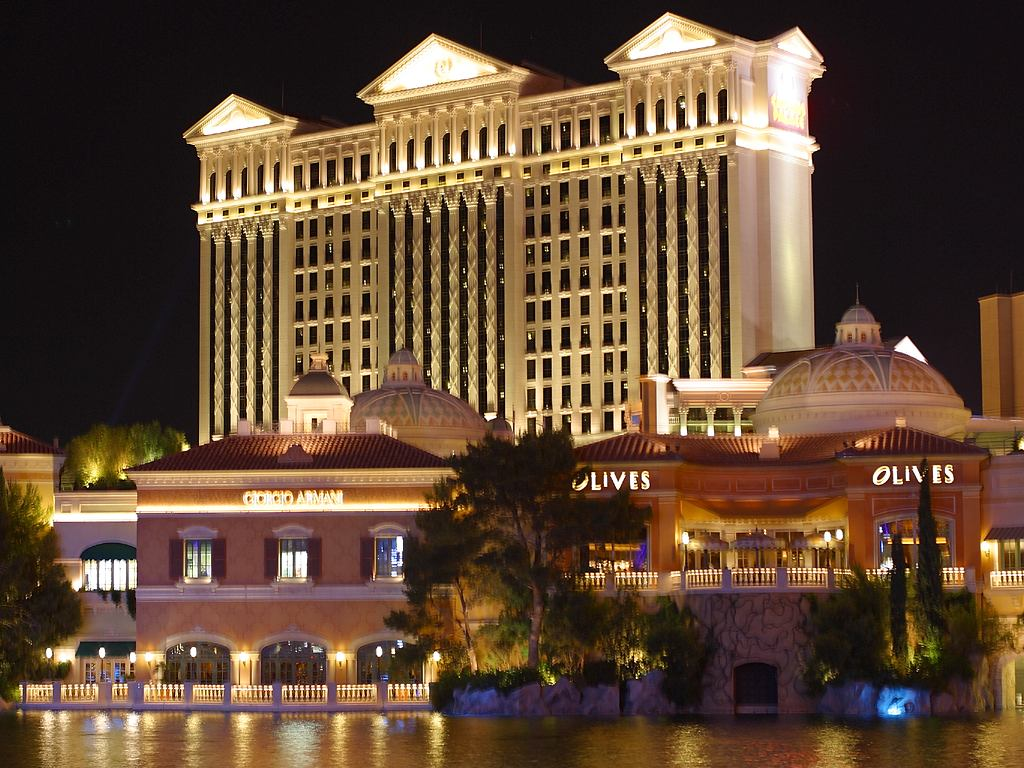
Het casino 'Caesars Palace' in Las Vegas